# 2012 aux États-Unis
Pour des articles plus généraux, voir Chronologie des États-Unis et 2012.
Chronologie des États-Unis
- 2008
- 2009
- 2010
- 2011
- 2012
- 2013
- 2014
- 2015
- 2016

Cette page concerne des événements d'actualité qui se sont produits durant l'année 2012 du calendrier grégorien aux États-Unis.

 2000 par pays en Amérique - 2011 par pays en Amérique - 2012 par pays en Amérique
2013 par pays en Amérique - 2014 par pays en Amérique 

## Gouvernement
- Président : Barack Obama (Démocrate)
- Vice-président : Joe Biden (Démocrate)
- Chief Justice : John Roberts Junior
- Président de la Chambre des représentants : John Boehner (R-Ohio)
- Chef des démocrates au Sénat : Harry Reid (D-Nevada)
- Secrétaire d'État : Hillary Rodham Clinton

## Évènements

### Mai
- 10 mai : Tammy Smith (en), homosexuelle de 49 ans, est promue au grade de général dans l'armée fédérale.

### Juin
- 24 juin : le Drapeau franco-américain fête son vingtième anniversaire, créé en 1992. Ce 24 juin marque la journée officielle des Franco-Américains dans l'État du Connecticut.

### Juillet
- 20 juillet : fusillade d'Aurora dans un cinéma de la ville.

### Septembre
- 11 septembre : l'ambassadeur J. Christopher Stevens et 2 autres américains sont tués lors de l'attaque de l'ambassade américaine de Benghazi par le groupe salafiste Ansar-al-Charia.
- La sortie (bien que des doutes subsistent sur son existence même) du film américain L'innocence des musulmans provoquent une vagues d'émeutes violentes, de manifestations et d'attentats dans de nombreux pays musulmans (Égypte, Tunisie, Yémen...) contre les intérêts américains. Certains pays occidentaux (dont la France) ont aussi des manifestations contre ce film.

### Novembre
- 6 novembre : élection présidentielle américaine : le démocrate Barack Obama est réélu. Il l'emporte face au républicain Mitt Romney.

### Décembre
- 14 décembre : tuerie de l'école primaire Sandy Hook aux États-Unis.

## Naissance
- 7 janvier : Blue Ivy Carter, chanteuse.